# Lymantria elassa
Lymantria elassa är en fjärilsart som beskrevs av Collenette 1938. Lymantria elassa ingår i släktet Lymantria och familjen tofsspinnare. Inga underarter finns listade i Catalogue of Life.